# 宮下稔
宮下 稔（みやした みのる、1924年1月12日 - 2007年8月11日）は、日本の鉄道技術者、実業家。京阪電気鉄道社長、会長などを務めた。

## 来歴
鳥取県岩美郡岩美町出身。1945年、京都帝国大学工学部機械工学科卒業後、当時の京阪神急行電鉄（1943年に阪神急行電鉄と京阪電気鉄道が合併して発足。企業としては現在の阪急阪神ホールディングス）に入社。車両部門（守口車両部）に配属される。元は軍艦の建造を志望していたが、太平洋戦争の敗戦により鉄道に方向を変更した。
1949年に京阪電気鉄道が京阪神急行電鉄から分離して再発足すると京阪に移り、1967年に車両部長となる。この時代に通勤電車の混雑対策として、日本で初となる5扉通勤電車の京阪5000系電車（1970年製造）を開発した。
1989年6月、社長に就任。1994年、勲二等瑞宝章受章。
京阪中之島線開通を翌年に控えた2007年（平成19年）8月11日18時35分、肺炎のため、関西医科大学附属滝井病院で死去。

## エピソード
京阪6000系電車の設計当時、車両担当の専務だった宮下は社長の青木精太郎に「3000系特急車の時には果たせなかったので、今度の6000系新造車では是非鉄道友の会のブルーリボン賞か、ローレル賞をとりたい」と意欲を示し、ローレル賞受賞を実現させた。